# Hajdúszoboszlói járás
A Hajdúszoboszlói járás Hajdú-Bihar vármegyéhez tartozó járás Magyarországon, amely 2013-ban jött létre. Székhelye Hajdúszoboszló. Területe 732,65 km², népessége 42 255 fő, népsűrűsége 58 fő/km² volt a 2012. évi adatok szerint. Két város (Hajdúszoboszló és Nádudvar) és 3 község tartozik hozzá.
A Hajdúszoboszlói járás 1901-től 1930-ig is létezett, akkor Hajdú vármegyéhez tartozott, székhelye akkor is Hajdúszoboszló volt.

## Települései
| Település      | Rang (2013. július 15.) | Kistérség (2013. január 1.) | Népesség (2012. január 1.) | Terület (km²) | Polgármester                                                                         |
| -------------- | ----------------------- | --------------------------- | -------------------------- | ------------- | ------------------------------------------------------------------------------------ |
| Hajdúszoboszló | járásszékhely város     | Hajdúszoboszlói             | 23 309                     | 238,7         | Czeglédi Gyula (Fidesz-KDNP-Hajdúszoboszlói Gazdakör-MI Hajdúszoboszlóért Egyesület) |
| Nádudvar       | város                   | Püspökladányi               | 8 768                      | 225,91        | Maczik Erika (Fidesz-KDNP)                                                           |
| Ebes           | község                  | Hajdúszoboszlói             | 4 390                      | 77,27         | Szabóné Karsai Mária (független)                                                     |
| Hajdúszovát    | község                  | Hajdúszoboszlói             | 3 038                      | 58,01         | Váradi Jenő (független)                                                              |
| Nagyhegyes     | község                  | Hajdúszoboszlói             | 2 750                      | 132,76        | Bajusz Istvánné (független)                                                          |